# Campionato del mondo di hockey su slittino - Gruppo B 2019
Il campionato del mondo di hockey su slittino - Gruppo B 2019 è stata la settima edizione del torneo di secondo livello. Si è disputato a Berlino, in Germania, dal 17 al 22 novembre 2019.

## Partecipanti
Il torneo ha visto iscritte sei compagini: la Germania padrona di casa, retrocessa dal mondiale elite 2017; Slovacchia e Regno Unito, rispettivamente terza e quarta classificata al mondiale di gruppo B 2016; la Cina, promossa dal mondiale di gruppo C 2018; e le rientranti Polonia, assente dal mondiale di gruppo B del 2015, e Russia, al rientro ai mondiali dopo la lunga squalifica per doping ed il ritorno alle competizioni nel precedente mese di giugno.
Partecipanti:
 Germania (retrocessa dal Gruppo A e paese ospitante)

 Cina (promossa dal Gruppo C)

 Regno Unito

 Slovacchia

 Russia

 Polonia

## Girone
| Berlino 17 novembre 2019, ore 11.00 UTC+1 | Slovacchia        | 14 – 1 (2:0; 6:0; 6:1) referto | Regno Unito | P09 Eissporthalle (47 spett.)\| Arbitro: \| Alex Germany-Wald \| |
| Arbitro:                                  | Alex Germany-Wald |                                |             |                                                                  |

| Berlino 17 novembre 2019, ore 15.00 UTC+1 | Russia         | 27 – 0 (7:0; 9:0; 11:0) referto | Polonia | P09 Eissporthalle (47 spett.)\| Arbitro: \| Bobby Esposito \| |
| Arbitro:                                  | Bobby Esposito |                                 |         |                                                               |

| Berlino 17 novembre 2019, ore 19.00 UTC+1 | Cina          | 4 – 1 (2:0; 1:1; 1:0) referto | Germania | P09 Eissporthalle (618 spett.)\| Arbitro: \| Jacob Grumsen \| |
| Arbitro:                                  | Jacob Grumsen |                               |          |                                                               |

| Berlino 18 novembre 2019, ore 11.00 UTC+1 | Russia         | 25 – 0 (7:0; 8:0; 10:0) referto | Regno Unito | P09 Eissporthalle (53 spett.)\| Arbitro: \| Bobby Esposito \| |
| Arbitro:                                  | Bobby Esposito |                                 |             |                                                               |

| Berlino 18 novembre 2019, ore 15.00 UTC+1 | Slovacchia      | 2 – 1 (1:1; 0:0; 1:0) referto | Cina | P09 Eissporthalle (43 spett.)\| Arbitro: \| Matt Fergembaum \| |
| Arbitro:                                  | Matt Fergembaum |                               |      |                                                                |

| Berlino 18 novembre 2019, ore 19.00 UTC+1 | Polonia           | 0 – 13 (0:5; 0:6; 0:2) referto | Germania | P09 Eissporthalle (57 spett.)\| Arbitro: \| Alex Germany-Wald \| |
| Arbitro:                                  | Alex Germany-Wald |                                |          |                                                                  |

| Berlino 19 novembre 2019, ore 11.00 UTC+1 | Slovacchia    | 0 – 9 (0:1; 0:3; 0:5) referto | Russia | P09 Eissporthalle (27 spett.)\| Arbitro: \| Jacob Grumsen \| |
| Arbitro:                                  | Jacob Grumsen |                               |        |                                                              |

| Berlino 19 novembre 2019, ore 15.00 UTC+1 | Polonia        | 0 – 17 (0:3; 0:4; 0:10) referto | Cina | P09 Eissporthalle (23 spett.)\| Arbitro: \| Bobby Esposito \| |
| Arbitro:                                  | Bobby Esposito |                                 |      |                                                               |

| Berlino 19 novembre 2019, ore 19.00 UTC+1 | Germania        | 16 – 0 (5:0; 8:0; 3:0) referto | Regno Unito | P09 Eissporthalle (192 spett.)\| Arbitro: \| Matt Fergenbaum \| |
| Arbitro:                                  | Matt Fergenbaum |                                |             |                                                                 |

| Berlino 21 novembre 2019, ore 11.00 UTC+1 | Regno Unito     | 2 – 3 (2:2; 0:0; 0:1) referto | Polonia | P09 Eissporthalle (67 spett.)\| Arbitro: \| Matt Fergenbaum \| |
| Arbitro:                                  | Matt Fergenbaum |                               |         |                                                                |

| Berlino 21 novembre 2019, ore 15.00 UTC+1 | Cina          | 1 – 3 (0:2; 0:0; 1:1) referto | Russia | P09 Eissporthalle (87 spett.)\| Arbitro: \| Jacob Grumsen \| |
| Arbitro:                                  | Jacob Grumsen |                               |        |                                                              |

| Berlino 21 novembre 2019, ore 19.00 UTC+1 | Germania          | 1 – 2 (d.t.s.) (1:0; 0:1; 0:0; 0:1) referto | Slovacchia | P09 Eissporthalle (? spett.)\| Arbitro: \| Alex Germany-Wald \| |
| Arbitro:                                  | Alex Germany-Wald |                                             |            |                                                                 |

| Berlino 22 novembre 2019, ore 11.00 UTC+1 | Regno Unito       | 0 – 17 (0:7; 0:3; 0:7) referto | Cina | P09 Eissporthalle (125 spett.)\| Arbitro: \| Alex Germany-Wald \| |
| Arbitro:                                  | Alex Germany-Wald |                                |      |                                                                   |

| Berlino 22 novembre 2019, ore 15.00 UTC+1 | Slovacchia      | 11 – 0 (2:0; 5:0; 4:0) referto | Polonia | P09 Eissporthalle (38 spett.)\| Arbitro: \| Matt Fergenbaum \| |
| Arbitro:                                  | Matt Fergenbaum |                                |         |                                                                |

| Berlino 22 novembre 2019, ore 19.00 UTC+1 | Germania       | 0 – 10 (0:2; 0:5; 0:3) referto | Russia | P09 Eissporthalle (511 spett.)\| Arbitro: \| Bobby Esposito \| |
| Arbitro:                                  | Bobby Esposito |                                |        |                                                                |

## Classifica
| Pos. | Squadra     | Pt | G | V | VOT | POT | P | GF | GS | DR  |
| ---- | ----------- | -- | - | - | --- | --- | - | -- | -- | --- |
| 1.   | Russia      | 15 | 5 | 5 | 0   | 0   | 0 | 74 | 1  | +73 |
| 2.   | Slovacchia  | 11 | 5 | 3 | 1   | 0   | 1 | 29 | 12 | +17 |
| 3.   | Cina        | 9  | 5 | 3 | 0   | 0   | 2 | 40 | 6  | +34 |
| 4.   | Germania    | 7  | 5 | 2 | 0   | 1   | 1 | 31 | 16 | +15 |
| 5.   | Polonia     | 3  | 5 | 1 | 0   | 0   | 4 | 3  | 70 | -67 |
| 6.   | Regno Unito | 0  | 5 | 0 | 0   | 0   | 5 | 3  | 75 | -72 |